# Посу-ду-Канту
Посу-ду-Канту (порт. Poço do Canto) — район (фрегезия) в Португалии, входит в округ Гуарда. Является составной частью муниципалитета Меда. По старому административному делению входил в провинцию Бейра-Алта. Входит в экономико-статистический субрегион Бейра-Интериор-Норте, который входит в Центральный регион. Население составляет 591 человек на 2001 год. Занимает площадь 16,22 км².
Покровителем района считается Дева Мария (порт. Nossa Senhora das Dores).